# ドラッカー・エンターテインメント
ドラッカー・エンターテインメント（Drakkar Entertainment GmbH）は、ドイツ、ヴィッテンに本社を置くレコード・レーベル。
現在は以下の4部門がある。
- ドラッカー・レコード（Drakkar Records、ヘヴィメタル中心）
- ドラッカー・クラシック（Drakkar Classic、シンフォニック・メタル中心）
- イー・ウェイヴ・レコード（e-Wave Records、エレクトロ中心）
- エディション・ドラッカー（Edition Drakkar、出版事業）

## 歴史
1986年にボグダン・コペックにより Drakkar Entertainment として設立。最初に契約したのはリスク、クリーター、レイジの3バンドであった。以後数々のヘヴィメタル・バンドと契約して飛躍する。
1992年に BMG と合弁契約を結び DRAKKAR Promotion Musikverlag GmbH を設立。これと同時にコペックの旧友ヴォルフガング“ヴォレ”ファンクと EMI をビジネス・パートナーに選んで G.U.N.レコード（G.U.N. Records GmbH）を設立する。しかしあまりにも好調に業績が拡大しすぎてコペックにかかる負担が膨大なものとなったため、株式を BMG に売却することを決定。同時にマーチャンダイズやブッキング、トレーディング、マネージメントを行ってきた Drakkar Promotion を閉鎖する。
1999年、新たに Drakkar Entertainment GmbH として事業を開始し、現在に至る。

## アーティスト

### ドラッカー・レコード
- ヴェルクラ
- ウォーロード
- エターナル・ティアーズ・オブ・ソロウ
- キサンドリア
- ツイステッド・シスター
- ナイトウィッシュ
- ラウドネス
- ローディ

### ドラッカー・クラシック
- ヴィクター・スモールスキ
- ウルフ・ホフマン
- ハガード

### エディション・ドラッカー
- クリーター
- クリーメトリー
- グレイブ・ディガー
- ソドム
- デスペラードス
- ラクリモーサ
- ランニング・ワイルド
- レイジ